# Scherf

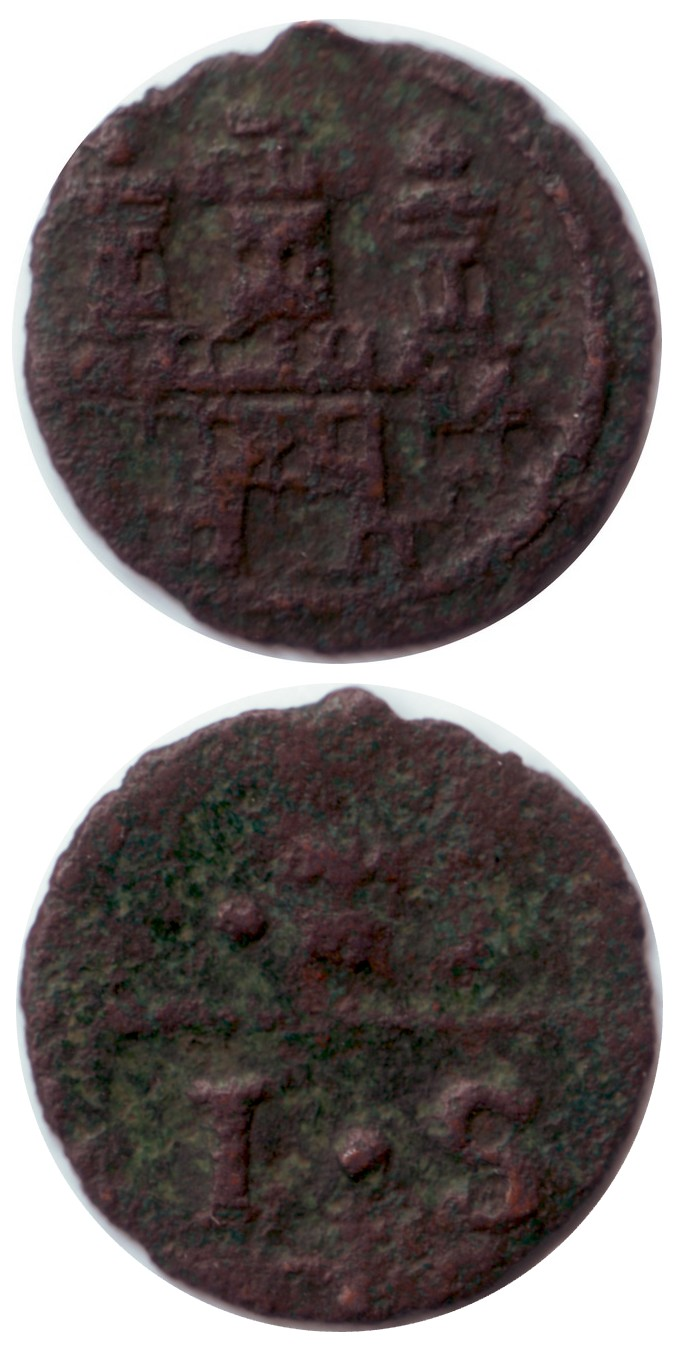
Scherf aus Hamburg, 16. Jahrhundert

Ein Scherf (auch Schärff oder scharfer Pfennig) war eine in Erfurt und anderen Städten vom Mittelalter bis ins 18. Jahrhundert genutzte geringwertige Silber-, später auch Kupfermünze mit dem Wert von etwa einem halben Pfennig. Der einfache Scherf wurde nur selten geprägt, häufiger gab es Münzen zu 3, 6 und 12 Scherf, zuletzt 1777 in Lüneburg.

## Bezeichnungen
Scherf, althochdeutsch scerpf und mittelhochdeutsch scherpf, scherff, scherf, gehört wohl zu mittelhochdeutsch scherben, scharben „einschneiden“ und ist damit mit Scherbe verwandt: Die Silberpfennige hatten Sollbruchstellen, damit sie für kleinere Werte geteilt werden konnten, und waren nach dem Brechen „Scherben“.
Bei Bedarf konnte einfach ein 1-Pfennig-Stück in zwei Halbstücke geteilt werden, daher auch die Namensgebung Helbing, Hälbling, Helblinger oder Helling. Abzugrenzen ist der Scherf allerdings vom Heller, obwohl auch dieser zeitweise den Wert eines halben Pfennigs hatte. Der Hälbling taucht oft auch unter dem Namen Obol oder Obolus auf, darf aber nicht mit dem altgriechischen Obolus verwechselt werden.

## „Scherflein“ und „verscherbeln“
Das Scherflein ist die Verkleinerungsform von Scherf. Dieser Begriff hat sich bis heute in einer Redewendung gehalten, die zurückgeht auf Martin Luthers Bibelübersetzung der Perikope vom Scherflein der Witwe (Lk 21,1-4  und Mk 12,42 ): „sein Scherflein zu etwas beitragen“. Damit wird ein kleiner, aber anerkennenswerter Beitrag bezeichnet.
Der Ausdruck verscherbeln für „unter Wert verkaufen“ ist möglicherweise ebenfalls von spätmittelhochdeutsch scher(p)f abgeleitet.